# Edwina Chamier
Edwina Chamier (* 27. März 1890; † 31. Mai 1981 in England; geborene Edwina Ratcliffe Lordly) war eine kanadische Skirennläuferin. Bis zu den Olympischen Winterspielen 2002 war sie die älteste Athletin, die jemals an Olympischen Winterspielen teilgenommen hatte.
Chamier gehörte 1936 bei den Olympischen Winterspielen in Garmisch-Partenkirchen dem vierköpfigen alpinen Damenteam Kanadas an. Bei der erstmals ausgetragenen alpinen Kombination fuhr sie im Abfahrtslauf auf den 26. Platz. Im tags darauf ausgetragenen Slalom schied sie allerdings im zweiten Durchgang aus und blieb ohne Platzierung.
Am Tag des Slalomwettbewerbes war Chamier 45 Jahre und 318 Tage alt. Damit war sie mit Abstand die älteste Teilnehmerin der Olympischen Winterspiele. Diesen Altersrekord hielt sie bis 2002, als die Rennrodlerin Anne Abernathy im Alter von 48 Jahren ihre fünften Winterspiele bestritt.
Chamier wurde als Tochter von Edwin D. Lordly geboren. 1918 heiratete sie den britischen RAF-Offizier John Adrian Chamier. Gemeinsam hatte das Paar zwei Söhne. Der jüngere gehörte ebenfalls der Royal Air Force an und kam 1940 in Südrhodesien ums Leben. Der ältere John Edwin Chamier war in den 1950er Jahren ein erfolgreicher Segler und war später als Journalist und Autor tätig.
| Personendaten    | Personendaten                          |
| ---------------- | -------------------------------------- |
| NAME             | Chamier, Edwina                        |
| ALTERNATIVNAMEN  | Lordly, Edwina Ratcliffe (Geburtsname) |
| KURZBESCHREIBUNG | kanadische Skirennläuferin             |
| GEBURTSDATUM     | 27. März 1890                          |
| STERBEDATUM      | 31. Mai 1981                           |
| STERBEORT        | England                                |